# Irena Światłowska-Prędota
Irena Światłowska-Prędota (ur. 1 lipca 1944 w Krośnie) – polska specjalistka w zakresie filologii germańskiej, historii literatury niemieckiej, literaturoznawstwa, profesor zwyczajny Instytutu Filologii Germańskiej Wydziału Filologicznego Uniwersytetu Wrocławskiego i Wyższej Szkoły Filologicznej we Wrocławiu.

## Życiorys
W 1964 ukończyła studia germanistyczne na Uniwersytecie Wrocławskim, natomiast w 1967 studia także w zakresie germanistyki na Uniwersytecie w Lipsku. W 1975 obroniła pracę doktorską pt. Idee i tematy krótkich form prozatorskich w literaturze NRD w latach 1961-1970, otrzymując doktorat, a 26 maja 1997 uzyskała habilitację na podstawie rozprawy zatytułowanej Polnische Literatur in der Bundesrepublik Deutschland bis 1970. 23 lipca 2008 nadano jej tytuł naukowy profesora w zakresie nauk humanistycznych.
Pracowała na stanowisku profesora nadzwyczajnego w Instytucie Filologii Obcych na Wydziale Filologicznym i Historycznym Akademii im. Jana Długosza w Częstochowie, Wyższej Szkoły Filologicznej we Wrocławiu, Instytutu Filologii Wschodniosłowiańskiej oraz w Instytucie Filologii Germańskiej Wydziału Filologicznego Uniwersytetu Opolskiego, a potem otrzymała nominację na profesora zwyczajnego Instytutu Filologii Germańskiej Wydziału Filologicznego Uniwersytetu Wrocławskiego i Wyższej Szkoły Filologicznej we Wrocławiu.

## Odznaczenia
- Nagroda Ministra i Rektora (wielokrotnie)[3]
- 1989: Złoty Krzyż Zasługi[3]